# Patrick Revelli

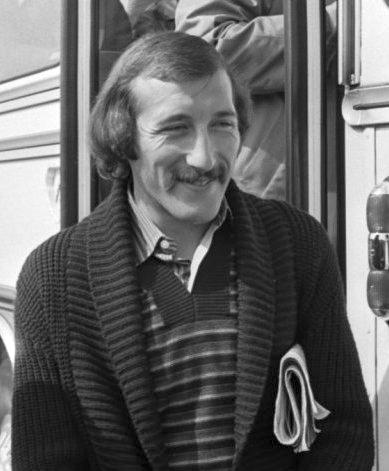
Revelli 1976

Patrick Revelli (* 22. Juni 1951 in Mimet, Bouches-du-Rhône) ist ein ehemaliger französischer Fußballspieler und -trainer.

## Vereinskarriere
Der Stürmer begann seine Laufbahn bei der AS Saint-Étienne, die für die Tatsache bekannt war, jungen Talenten eine Chance zu geben, und bei der auch sein fünf Jahre älterer Bruder Hervé spielte. Der Trainerfuchs der Verts (die ASSE wird in Frankreich häufig als Grüne bezeichnet), Albert Batteux, baute Patrick Revelli behutsam in die Erstligaelf ein – erstmals in der Saison 1969/70, als Saint-Étienne Meister und Pokalsieger wurde, in nur einem einzigen Punktspiel. Ab 1971/72 gehörte der Rechtsaußen dann aber zur Stammelf, und er war nicht nur ein effizienter Flankengeber, sondern selbst auch torgefährlich: insbesondere zwischen 1971 und 1974 sowie 1976/77 gelang ihm jährlich eine zweistellige Trefferzahl, und 1973/74 – inzwischen war sein ehemaliger Mitspieler Robert Herbin sein Trainer geworden – brachte er es mit 16 Torerfolgen sogar auf einen vorderen Platz in der Liste der Ligatorjäger. So trug er als Vorbereiter und Vollstrecker zu den zahlreichen Titeln bei, die sein Klub Mitte der 1970er gewann (drei Meisterschaften und drei Pokalerfolge, worunter 1974 und 1975 zwei Doublés waren). Bereits mit 22 wurde er auch erstmals in die Nationalmannschaft berufen.
Revelli galt als Spieler, der seine Mannschaftskameraden besonders dann anzutreiben vermochte, wenn sich das Team in scheinbar auswegloser Situation befand: so geschehen im Viertelfinale des Europapokals der Landesmeister 1974/75, als er nach einem 0:2 im Hinspiel bei Dynamo Kiew im heimischen Stade Geoffroy-Guichard seinem Mitspieler Dominique Rocheteau kurz vor Spielende die Flanke zum entscheidenden 3:0 gegen Blochin & Co. servierte. Und als Saint-Étienne im französischen Pokalhalbfinale 1977 gegen den FC Nantes nach einem Hinspiel-0:3 vor eigenem Publikum um seine letzte Chance auf einen Titel und die Teilnahme an einem europäischen Wettbewerb kämpfte, war er es, der früh das 1:0 erzielte und damit den Grundstein zu 5:1-Sieg und Finaleinzug legte.
Im Finale des Landesmeisterpokals 1975/76 gegen den FC Bayern München war ihm eine solche Wende allerdings nicht vergönnt.
1978 nahm Patrick Revelli ein Angebot des Ligakonkurrenten FC Sochaux an, wo er hinter den überaus torgefährlichen Angreifern Genghini, Stopyra und Zimako Regie führte; mit Jacques Zimako hatte er 1977/78 noch bei den Verts zusammengespielt. Er selbst erzielte in den vier Jahren in der Franche-Comté auch noch 27 Ligatreffer, aber außer einer Vizemeisterschaft (1979/80) und dem Erreichen des Halbfinals im UEFA-Cup (1981) konnte er seine Titelsammlung nicht vergrößern. 1982 beendete er seine Karriere als Profispieler.

### Stationen
- Association Sportive de Saint-Étienne (1968–1978)
- FC Sochaux-Montbéliard (1978–1982)

## Nationalspieler
Zwischen November 1973 und Februar 1977 bestritt Revelli fünf A-Länderspiele für Frankreich, das letzte davon beim 1:0-Sieg gegen Deutschland. Ihm gelang auch für die Bleus ein Treffer (1976 gegen Polen). In zwei der fünf Begegnungen  spielte er gemeinsam mit seinem Bruder Hervé; in vier Länderspielen war er Einwechselspieler. 

## Leben nach der Spielerkarriere
Nach Absolvierung einer Trainerausbildung arbeitete Patrick Revelli bei Saint-Étiennes zweiter Mannschaft, in Feurs und bei der U17 von Qatar; als zweites berufliches Standbein nahm er eine Tätigkeit bei Adidas auf. Inzwischen (2007) ist er zu „seinen“ Verts zurückgekehrt, für die er im Finanzmanagement tätig ist.

## Palmarès
- Französischer Fußballmeister:  1970 (nur ein Saisonspiel), 1974, 1975, 1976  mit Saint-Étienne
- Französischer Pokalsieger: 1974, 1975, 1977 mit Saint-Étienne
- 362 Erstligaeinsätze und 101 Tore, davon 226/74 für Saint-Étienne und 136/27 für Sochaux
- Finalist im Europapokal der Landesmeister 1975/76 mit Saint-Étienne
- Halbfinalist im UEFA-Pokal 1980/81 mit Sochaux
- Insgesamt 36 Europapokalspiele mit sieben Treffern, davon 26/4 für Saint-Étienne und 10/3 für Sochaux
- 5 Einsätze in der A-Nationalelf, ein Treffer